# SAC-220 (авианосец)
SAC-220 — проект авианосца ВМС Аргентины. Проектирование началось в середине 1990-х годов. Проект был разработан испанской фирмой «Базан» построившей авианосцы для Испании и Таиланда. Новый корабль должен был заменить авианосец «Вейнтисинко де Майо», который после поломки энергетической установки в 1986 году не выходил из порта.
По финансовым причинам пока проект не удается реализовать.